# Gert Neuhaus

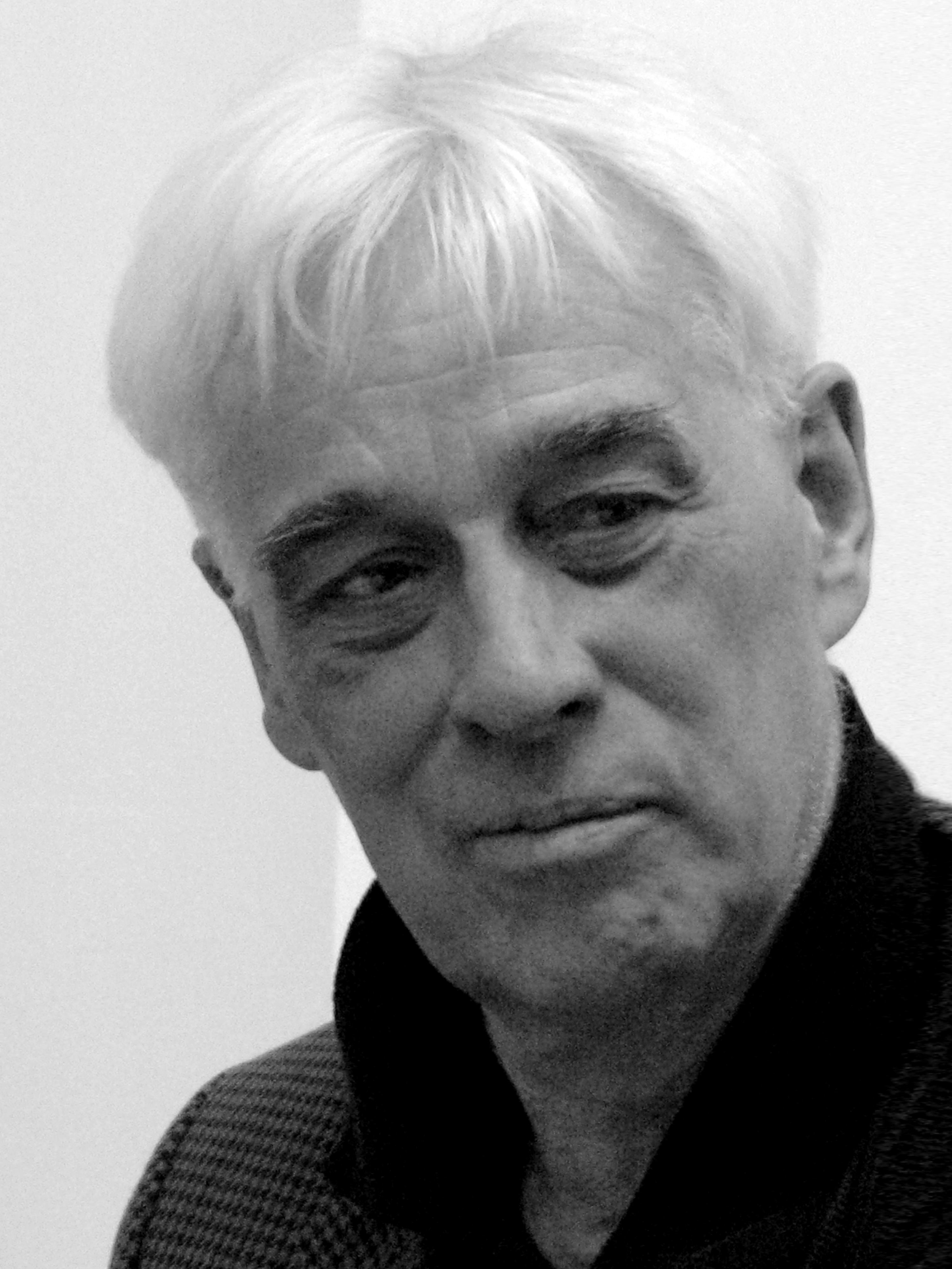
Gert Neuhaus

Gert Neuhaus (* 21. Februar 1939 in Berlin) ist ein deutscher Maler und Grafiker.

## Leben
Gert Neuhaus wurde als drittes Kind des Kaufmännischen Direktors und späteren Generalbevollmächtigten der AEG Max Neuhaus und seiner Ehefrau Vera geboren. Abgesehen von einer Unterbrechung während der Kriegsjahre in Radeberg bei Dresden, wuchs er in Berlin auf. Von 1956 bis 1962 absolvierte er ein Studium der Gebrauchsgrafik und Ausstellungsdesign bei Helmut Lortz an der Hochschule der Künste Berlin (West). Anschließend arbeitete er im Werbebüro H. P. Hoch, Esslingen. Von 1962 bis 1964 war er Ausstellungsdesigner am Landesgewerbeamt Baden-Württemberg in Stuttgart, und von 1964 bis 1966 war er mit Ausstellungsgestaltungen für den Senat Berlin betraut. In den Jahren 1966 bis 1977 war er Galerist in Berlin, seit 1976 realisiert er Wandbilder an Hausfassaden, so in Berlin, Hamburg, Frankfurt am Main, weiteren deutschen Städten und im Ausland. 1981 gestaltete er die Ausstellung der TU Berlin zum Preußenjahr. In den Jahren 1982 bis 1987 war er künstlerisch-wissenschaftlicher Mitarbeiter an der TU Berlin. Von 1986 bis 2004 übte er eine Lehrtätigkeit als künstlerisch-wissenschaftlicher Kunsterzieher und Studienrat bei der Stiftung Lette-Verein Berlin am Fachbereich Fotografie, Grafik und Mode, im Schwerpunkt Akt, aus. Von 1994 bis 1996 hatte er verschiedene Lehraufträge an der UdK (Fachbereich 1 „Akt im Raum“), seit 2000 Lehraufträge mit Prüfungsrecht im Fach „Anatomisches Zeichnen und Bewegungstudien“ im Weiterbildenden Masterstudiengang Bühnenbild an der TU Berlin.
1976 begann Neuhaus mit Entwürfen und Ausführungen großer Giebelwände und Fassadenmalereien vor allem für private Auftraggeber und Immobilienentwickler; so gestaltete er unter anderem Multiplex-Kinos in deutschen Großstädten sowie Innenräume in Hotels, Krankenhäusern und privaten Schwimmbädern im In- und Ausland. Diese Wandbilder begründeten seinen weltweiten Ruhm. Bisher entstanden 46 haushohe Wandbilder mit wetterfesten Silikat- und Acrylfarben, die meisten davon in Berlin.

## Ausstellungen
- 2022 Galerie Gustav von Hirschheydt Berlin, Deutschland

## Werke
- Reißverschluß 1979
- Renaissanceportal 1979
- Verspannung 1980
- Landschaft mit Geometrie 1980
- Preußengiebel 1983
- Verschnürung 1984
- Gebrochene Fassade 1986
- Phoenix 1989
- Durchdringung 1991
- Stuck-Passé 1993
- Architektur-Illusion 1994
- Hommage à Schinkel 1995
- Kleinwagen-Museum 1995
- Jenseits der Erde 1998
- Jenseits der Erde 1998
- Bodenlos 2000
- Metropolis I 2001
- Metropolis II 2001
- Stuttgarter Hof I 2002
- Stuttgarter Hof II 2002
- Stuckillusion 2003
- Volkshaus 2004
- Renaissance-Hof 2004
- Hommage an eine Platte 2004
- Geisbergstrasse 2004
- Choriner Strasse I 2005
- Choriner Strasse II 2005
- Weissensee 2006
- Möckernstrasse 2007
- Die Panke 2007

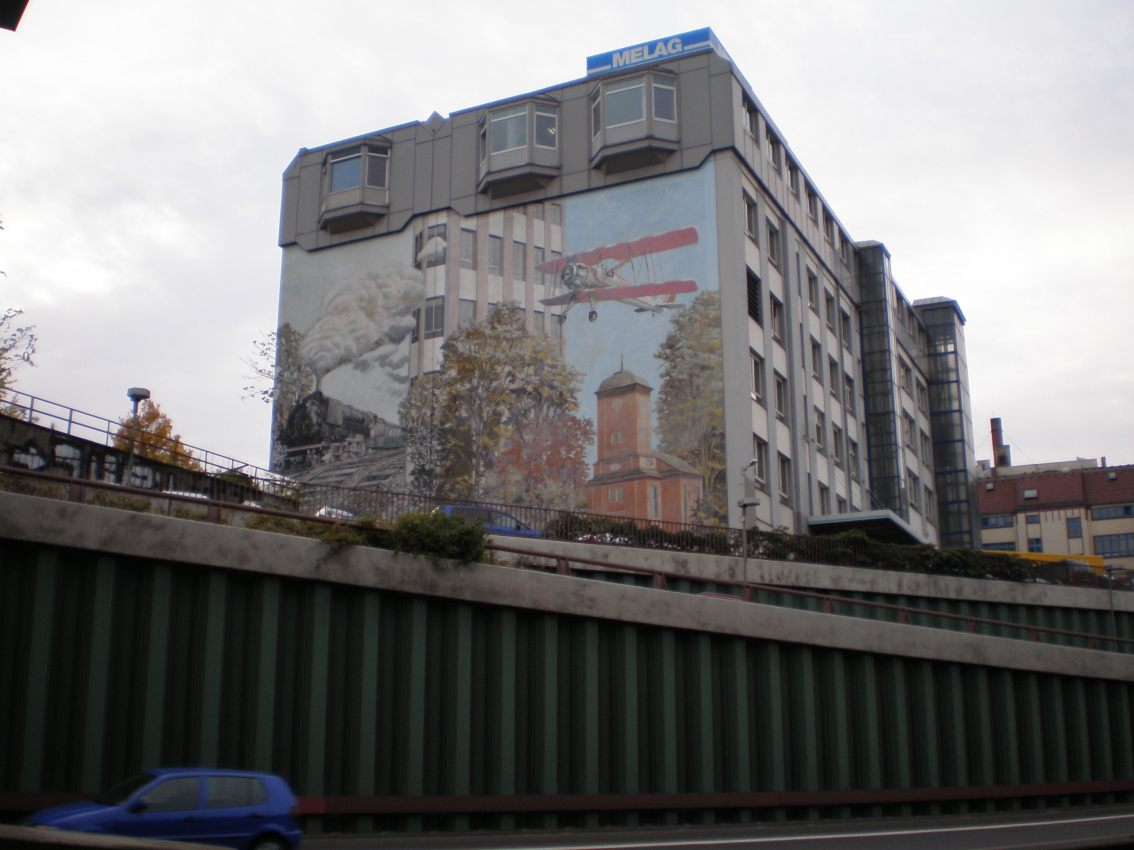
Neuhaus-Wandbild in Berlin-Schöneberg

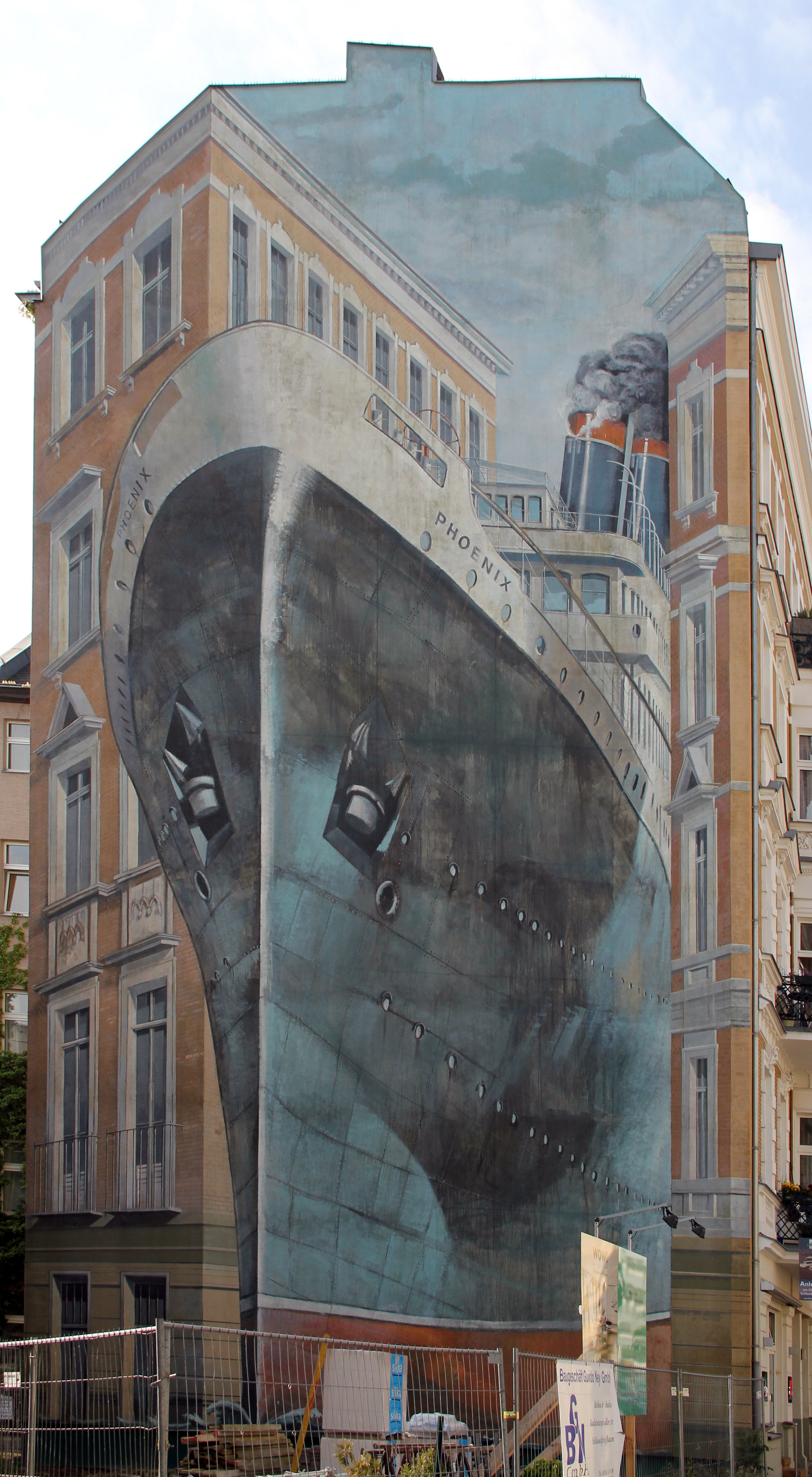
Phoenix in Berlin-Charlottenburg

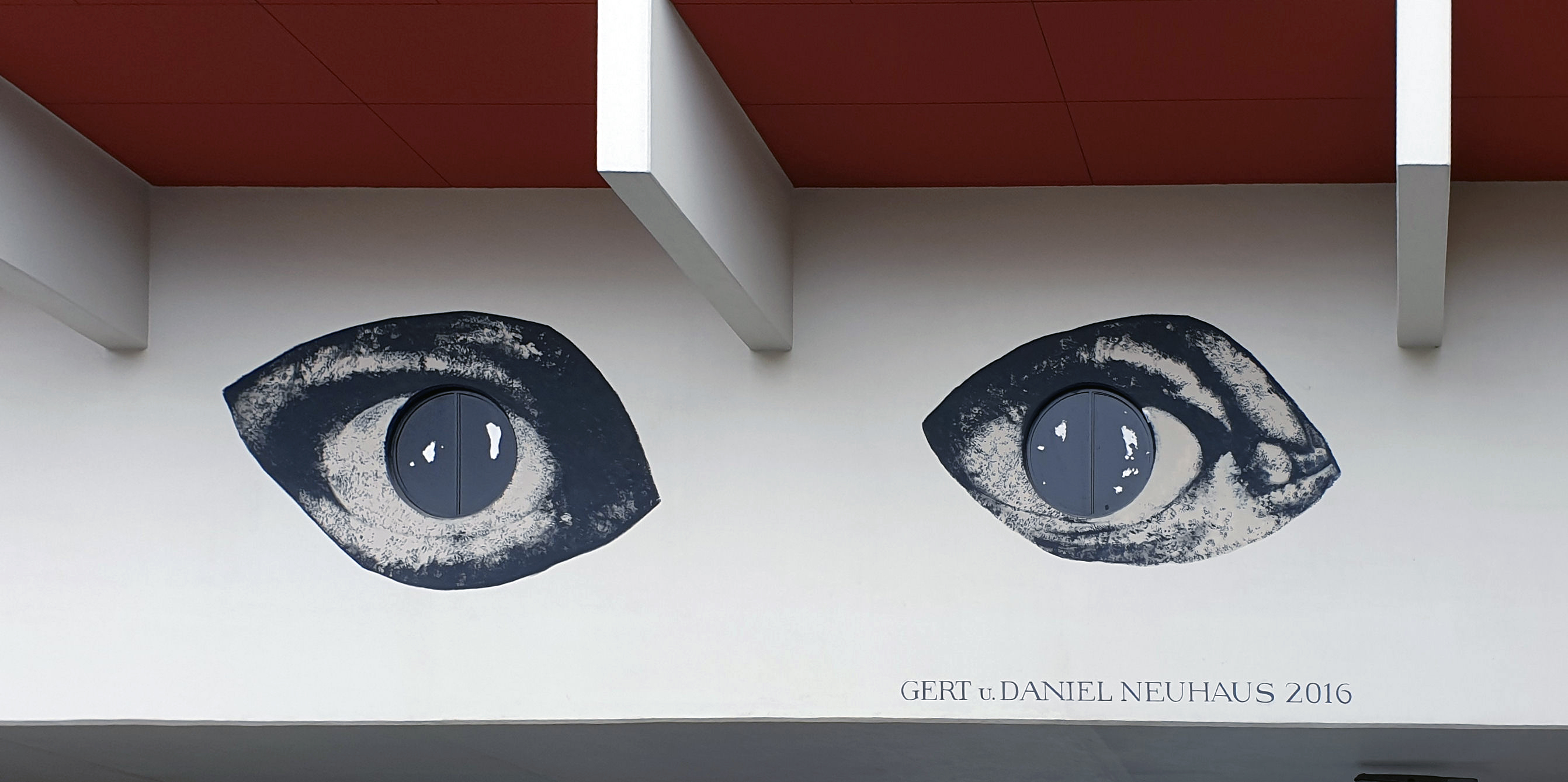
Hommage a Picasso in Berlin-Schöneberg

- Gründerzeitliche Architekturillusion 2008
- Wasserfall 2008
- Stuckillusion II 2009
- Wenn der Vater mit dem Sohne 2009
- Katz’ und Hund 2009
- Marmorpaneele 2010
- Gossler Strasse 2011
- Gedeckter Tisch 2011
- Schwertlilien 2011
- Santorin 2011
- Über Eck 2013
- Prager Platz 2015
- Hommage à Picasso 2016
- Wilmersdorfer Straße 2016
- Pestalozzistraße 35
- Gebrochene Fassade revisited 2018
- Queen Victoria und Prinz Albert 2022[1][2]